# GlobalHell
globalHell（グローバルヘル、gHと知られる）はアメリカのハッカーグループである。ウェブサイトの改竄や侵入で悪名を馳せた最初のグループの一つ。犯した損害額は総額150万～250万ドルと推定されている。このグループは盗まれたクレジットカード番号の売買など、ギャングと多くの共通点があり、またギャングと同じ活動を行っていたため、「サイバーギャング」と呼ばれた。
Global Hellは、機密情報の破壊や窃取より、有名なウェブサイトを改竄して悪評を高めることを重視していた。globalHellのメンバーは、約115のウェブサイトに侵入し、改竄をした。侵入したシステムには、アメリカ陸軍、ホワイトハウス、ユナイテッド・ステーツ・セルラー、アメリテック、アメリカ合衆国郵便公社、NASA、アメリカ海洋大気庁などが対象となった。このグループはコンピュータ侵入罪で起訴されたため、1999年に解散した。

## 経緯
1998年2月にこのグループはパトリック・グレゴリーとChad Davisによって組織された。グレゴリーはストリートギャングのメンバーでもあったが、ギャングから逃れるためにサイバースペースに移った。1998年から2000年までの間で、メンバーはおよそ15人から20人と推定された。

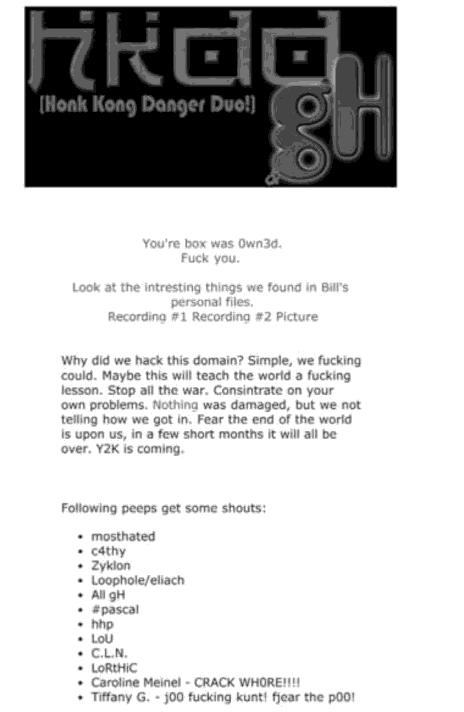
ホワイトハウスのウェブサイトの改竄

1999年4月、GlobalHellはホワイトハウス、アメリカ陸軍、アメリテック、ユナイテッド・ステーツ・セルラー、他数社のコンピュータシステムに侵入した。1999年5月2日には、ホワイトハウスのウェブサイトに侵入し、ホームページに花柄の下着の画像を掲載した。
1999年5月8日、連邦捜査局は、Zyklonとして知られるEric Burnsを逮捕、4万ドルを超える損害を与えたコンピュータ侵入の複数の重罪で起訴した。1999年5月9日、連邦捜査局は容疑のメンバーに対する強制捜査を開始した。
5月27日、GlobalHellは、メンバー9人がFBIに逮捕されたことの報復として、FBIウェブサイトに何千ものアクセスリクエストを送りつけた。FBIは、サーバにこれ以上の損害を増やさないようにサイトを閉鎖した。翌週、このグループはバージニア州上院も攻撃した。他の組織のハッカーがアメリカ内務省のウェブサイトとアイダホ州が拠点の連邦スーパーコンピュータ研究所が運営するサイトを改竄した。アイダホ国立研究所が運営するサイトには、「FBIが止めなければコンピュータを破壊する」といった脅迫文書が表示された。
逮捕されたメンバー2人が協力を申し出た。彼らを通じてDavis（Mindphasr）の住所を入手した。6月2日、FBIはDavisのアパートを捜索し、Davisはメンバーの一人であることを認めた。6月28日午前2時14分、Davisは陸軍のウェブサイトに侵入し、「地球地獄は生きている。地球地獄は死なない」という言葉を残した。また、身元不明の陸軍ネットワークにも侵入し、コンピュータのファイルを改竄した。一般からのアクセスは 2時間以内には回復した。攻撃後、陸軍はウェブサイトをマイクロソフトのWindows NTサーバからMac OSが使用できるen:WebSTARサーバに変更した。
Davisは1999年8月30日に逮捕され、2000年1月4日に有罪を認めた。2000年3月1日、彼は半年の懲役刑と保護観察処分を3年受けた。Davisは8,054ドルの賠償金を支払うよう命じられた。Davisはこの捜査で最初に逮捕された人物である。
1999年9月7日にBurnは罪状を認めた。1999年11月19日に懲役15ヶ月、保護観察3年、さらに被害者への36,240ドルの賠償金の支払いを命じられた。Burnsはコンピュータの使用を3年間禁じられた。
1999年12月、ウェールズに住む16歳のCuradorが、多数のISPを含む26社のアカウントを侵害したと伝えられた。関係当局がCuradorを追跡しシステムを押収、20万件超のen:Pacific Bellのインターネットユーザーアカウントが発見され、そのうち63,000件はすでに破られていた。当時en:SBC Communicationsの一部門であったen:PacBellは、被害を受けた顧客に対し、速やかにパスワードを変更するよう通知ををした。損害額は300万ドルと推定された。
このグループは、12人のメンバーがコンピュータ侵入罪で起訴され、加えて約30人が軽い刑罰を受けたため、1999年に解散した。
2000年2月12日、Coolioと名乗るハッカーが、RSAセキュリティのウェブサイトからコロンビアの別のハッキングされたサイトにユーザーをリダイレクトし、そこに「coolioの所有」というメッセージを残した。ロイターは彼をglobalHellのメンバーだと推測していた。警察が捜索していたのはニューハンプシャーに住む「Coolio」ではあったが、南カリフォルニアに住むglobalHellメンバー「Coolio」ではなかった。
2000年3月、グレゴリーは、テレビ会議詐欺とコンピュータ侵入の共謀罪を認めた。地元の窃盗班による自動車窃盗と窃盗の容疑で逮捕され、2000年3月にテレビ会議詐欺とコンピュータ侵入の共謀罪を認めた。3月31には地元の窃盗班により自動車窃盗と窃盗の容疑でも逮捕された。その後、保安官事務所はグレゴリーが連邦裁判所に出廷する予定であることを知った。この逮捕の影響で、コンピュータ侵入、電話詐欺、データ窃盗の罪を認める予定であったが、重要な連邦裁判所の予定を逃した。
2000年4月12日、グレゴリーは「コンピュータハッキング」と「通信詐欺」の共謀罪、また、違法な電話会議を可能にするコードを奪取したことも認めた。これらの会話は、globalHellのメンバーに関係する中で最も重要な証拠であった。2000年9月6日、グレゴリーは26か月の懲役刑と154,529.86ドルの賠償金の支払いを宣告された。

## メンバー
- パトリック・グレゴリーまたはMostHateD – グループリーダー。懲役26ヶ月と3年の保護観察処分を受けた。他のメンバーを特定したため、刑期が短縮された[41][42]
- Chad DavisまたはMindphasr – アメリカ軍に賠償金を支払い、6か月間の懲役と3年間の保護観察を命じられ、インターネットを使用するには許可が得る必要だった[43][44]
- Eric BurnまたはZyklon – ホワイトハウスのウェブサイトを損害した罪を認めた
- John Georgelas – 取り締まり当時は未成年であったため、関与については起訴されなかった。2006年に無関係のサイバー犯罪で懲役刑を宣告された[45][46]
- ne0h – はケビン・ミトニックの著書「The Art of Instruction」に登場するカナダのハッカー。正体は不明
- Dennis MoranかCoolio – 長期メンバー[47]
- Russell SanfordまたはEgodeath[48][49]
- Ben CrackelまたはBen-z – 2006年6月5日に死去[49]
- Jason Allen NeffまたはCl0pz – 当時、告訴は免れていた。後に"CrazyJ"という名前でスワッターグループに入った。彼はCl0pz420としても知られていた。また、Milw0rm、'partylinegaga'、その他のハッキングやフリーキンググループのメンバーでもあった。彼は2011年にスワッティング陰謀罪で逮捕された[50][51]
- YTCracker[52]。
- dieSl0w[50]
- Vallah – 元マイクロソフトのプログラマーであり契約社員として職を失った[49][53]
- nostalg1c[49]
- f0bic[49]
- Jaynus[49]
- Loophole[54]
- icbm[54]
- Mnemonic[49]
- obsolete[49]
- Altomo[55]
- shekk[56]